# Gouvernement Rocard I
Ne doit pas être confondu avec Gouvernement Rocard II.
Ve République
Gouvernement Jacques Chirac II Gouvernement Michel Rocard II
Le gouvernement Rocard I est le 20e gouvernement de la Ve République française.
Cet article présente la composition du gouvernement français sous le Premier ministre Michel Rocard du 10 mai au 28 juin 1988, pendant la présidence de François Mitterrand (1981-1995). Il s'agit du premier gouvernement de Michel Rocard.

## Contexte de formation

### Contexte politique et économique
François Mitterrand est réélu à l'issue du scrutin présidentiel de 1988 sur sa Lettre aux Français, où il définit quatre priorités : « l'investissement économique [...] l'investissement éducatif, à la fois traitement social du chômage [...] et traitement économique [...] ; l'investissement européen [...] Enfin, l'investissement social, qui donne leur juste place aux travailleurs dans l’entreprise et dans la Nation ».
La situation économique est, en ce début de septennat, plutôt positive. L'inflation s'est stabilisée autour de 2,5 %, tandis que le cycle économique montant permet à la croissance d'augmenter entre 1986 et 1988 (passant de 2,6 % à 4,7 %) et de stabiliser le chômage.
Le fait que l'économie soit en phase haute est positive pour le nouveau gouvernement et entraînera une décrue du chômage, qui passe de 10 % en 1988 à 8,9 % en 1990.

### Choix des ministres
Le choix de Michel Rocard est dû au fait que, lorsque François Mitterrand est réélu, les regards se tournent vers les socialistes les plus populaires à la fois au PS et parmi les sympathisants du centre. Rocard semble, par son positionnement politique et économique, correspondre. Le 10 mai, le Président invite à déjeuner Rocard, Pierre Bérégovoy et Jean-Louis Bianco. Il dit que Rocard a "une petite longueur d'avance" à la candidature au poste de chef du gouvernement. Sortant du déjeuner, il recrute immédiatement Jean-Paul Huchon comme directeur de cabinet.
Rocard, Bérégovoy et Bianco préparent l'établissement du gouvernement. Bérégovoy est assuré de retrouver son poste de ministre des Finances. Bianco refuse un ministère du Cadre de vie pour rester Secrétaire général de l'Elysée. Rocard rencontre des membres du centre, comme Bernard Stasi, Pierre Méhaignerie et Jacques Barrot. Ils se concertent pour décider d'une alliance, mais elle n'aboutit pas : Mitterrand veut dissoudre, et, avec le score qu'il a réalisé à la présidentielle, il obtiendra une majorité qui ne le contraint pas à faire alliance avec les centristes. De plus, ces derniers, libéraux, veulent des privatisations, ce que Mitterrand refuse dans sa logique de "ni-ni". Enfin, le centre demandait le rétablissement du scrutin proportionnel, qui lui permet d'obtenir plus de députés, mais Rocard, qui avait démissionné sur ce sujet en 1985, ne veut pas entendre parler. Les ralliements centristes seront donc des initiatives individuelles.
François Mitterrand s'attelle à la formation du gouvernement. Il souhaite originellement une équipe restreinte d'une vingtaine de personnes, avec quelques hauts fonctionnaires facilement remplaçables. Mais, devant les pressions, la nécessité de doser les courants politiques, sa volonté de faire entrer des représentants de la société civile et de donner des ministères à des socialistes qui n'ont jamais participé au gouvernement, le Président et son Premier ministre doivent finalement s'accorder sur 42 noms.
Sur ces 42 maroquins, 27 ministres et secrétaires d'Etat proviennent du Parti socialiste (dont 13 qui faisaient partie du gouvernement Fabius, et 7 aux mêmes postes). Cinq ministres sont rocardiens : Claude Évin, Louis Le Pensec, Tony Dreyfus, Michel Chapuis et Catherine Trautmann. 15 ministres ne sont pas socialistes, dont 4 proviennent du centre (Lionel Stoléru, Michel Durafour, Jacques Pelletier et Thierry de Beaucé. L'ouverture à la société civile est représentée par Pierre Arpaillange, magistrat, Roger Fauroux, président de société et Bernard Kouchner, médecin.
D'après Dominique Bussereau, ministre sous des gouvernements de droite, Jean-Michel Boucheron, élu de Charente, serait entré au gouvernement par une erreur d'homonymie. Le spécialiste des questions de défense était Jean-Michel Boucheron, élu en Bretagne. Le premier, empêtré dans des affaires qui l'enverront en prison, n'a pu rester au gouvernement. Le second n'y est jamais entré.

### Féminisation du gouvernement
Le gouvernement compte six femmes ministres : Édith Cresson, Edwige Avice, Georgina Dufoix, Catherine Tasca, Véronique Neiertz et Catherine Trautmann.

## Composition
Michel Rocard est nommé le 10 mai 1988 en remplacement de Jacques Chirac. Le président Mitterrand confie à son conseiller spécial Jacques Attali qu'il ne souhaite pas nommer Rocard, mais que sa popularité auprès de la base militante du Parti socialiste le contraint. Il ajoute qu'« en revanche, c'est moi qui ferai le gouvernement ».
Les ministres et les ministres délégués sont nommés le 12 mai 1988 et les secrétaires d'État le 13 mai 1988.
| Image              | Fonction                                                                                 |  | Nom                     | Parti   |
| ------------------ | ---------------------------------------------------------------------------------------- |  | ----------------------- | ------- |
|                    | Premier ministre                                                                         |  | Michel Rocard           | PS      |
| Ministres          |                                                                                          |  |                         |         |
|                    | Ministre d'État, ministre de l'Éducation nationale, de la Recherche et des Sports        |  | Lionel Jospin           | PS      |
|                    | Ministre d'État, ministre de l'Économie, des Finances et du Budget                       |  | Pierre Bérégovoy        | PS      |
|                    | Ministre d'État, ministre de l'Équipement et du Logement                                 |  | Maurice Faure           | MRG     |
|                    | Ministre d'État, ministre des Affaires étrangères                                        |  | Roland Dumas            | PS      |
|                    | Garde des Sceaux, ministre de la Justice                                                 |  | Pierre Arpaillange      | SE      |
|                    | Ministre de la Défense                                                                   |  | Jean-Pierre Chevènement | PS      |
|                    | Ministre de l'Intérieur                                                                  |  | Pierre Joxe             | PS      |
|                    | Ministre de l'Industrie, du Commerce extérieur et de l'Aménagement du territoire         |  | Roger Fauroux           | DVG     |
|                    | Ministre des Affaires européennes                                                        |  | Édith Cresson           | PS      |
|                    | Ministre des Transports                                                                  |  | Louis Mermaz            | PS      |
|                    | Ministre de la Fonction publique et des Réformes administratives                         |  | Michel Durafour         | UDF-PRV |
|                    | Ministre des Affaires sociales et de l'Emploi                                            |  | Michel Delebarre        | PS      |
|                    | Ministre de la Coopération et du Développement                                           |  | Jacques Pelletier       | UDF-PRV |
|                    | Ministre de la Culture et de la Communication                                            |  | Jack Lang               | PS      |
|                    | Ministre de l'Agriculture et de la Forêt                                                 |  | Henri Nallet            | PS      |
|                    | Ministre des Postes et télécommunications et de l'Espace                                 |  | Paul Quilès             | PS      |
|                    | Ministre de la Mer                                                                       |  | Louis Le Pensec         | PS      |
| Ministres délégués |                                                                                          |  |                         |         |
|                    | Ministre chargé des Relations avec le Parlement                                          |  | Jean Poperen            | PS      |
|                    | Ministre chargé des Départements et Territoires d’Outre-mer                              |  | Olivier Stirn           | PS      |
|                    | Ministre chargé de la Recherche                                                          |  | Hubert Curien           | DVG     |
|                    | Ministre délégué et des Affaires étrangères                                              |  | Edwige Avice            | PS      |
|                    | Ministre chargé de l'Aménagement du territoire et des Reconversions                      |  | Jacques Chérèque        | PS      |
|                    | Ministre chargé du Commerce, de l'Artisanat et du Tourisme                               |  | François Doubin         | MRG     |
|                    | Ministre chargé de la Famille, des Droits de la Femme, de la Solidarité et des Rapatriés |  | Georgina Dufoix         | PS      |
|                    | Ministre chargé de la Santé et de la Protection sociale                                  |  | Claude Évin             | PS      |
|                    | Ministre chargé de la Communication                                                      |  | Catherine Tasca         | PS      |
| Secrétaires d'État |                                                                                          |  |                         |         |
|                    | Secrétaire d'État aux Anciens combattants                                                |  | Jacques Mellick         | PS      |
|                    | Secrétaire d'État chargé du Plan                                                         |  | Lionel Stoléru          | DVG     |
|                    | Secrétaire d'État chargé de l'Environnement                                              |  | Brice Lalonde           | ÉCO     |
|                    | Secrétaire d'État                                                                        |  | Tony Dreyfus            | PS      |
|                    | Secrétaire d'État chargé de l'Enseignement technique                                     |  | Robert Chapuis          | PS      |
|                    | Secrétaire d'État chargé des Sports                                                      |  | Roger Bambuck           | DVG     |
|                    | Secrétaire d'État chargé de la Consommation                                              |  | Véronique Neiertz       | PS      |
|                    | Secrétaire d'État chargé du Logement                                                     |  | Philippe Essig          | SE      |
|                    | Secrétaire d'État chargé des Grands travaux                                              |  | Émile Biasini           | SE      |
|                    | Secrétaire d'État chargé des Relations culturelles internationales et de la Francophonie |  | Thierry de Beaucé       | SE      |
|                    | Secrétaire d'État chargé des Collectivités territoriales                                 |  | Jean-Michel Boucheron   | PS      |
|                    | Secrétaire d'État chargé des Voies navigables et des Transports routiers                 |  | Georges Sarre           | PS      |
|                    | Secrétaire d'État chargé de la Formation professionnelle                                 |  | André Laignel           | PS      |
|                    | Secrétaire d'État chargé de l'Insertion sociale                                          |  | Bernard Kouchner        | DVG     |
|                    | Secrétaire d'État chargé des Personnes âgées et des Handicapés                           |  | Catherine Trautmann     | PS      |

## Répartition partisane
| Parti                      | Parti                            | Premier ministre | Ministres d'État | Ministres | Ministres délégués | Secrétaires d'État | Total |
| -------------------------- | -------------------------------- | ---------------- | ---------------- | --------- | ------------------ | ------------------ | ----- |
| Répartition le 13 mai 1988 | Répartition le 13 mai 1988       | 1                | 4                | 13        | 9                  | 14                 | 41    |
|                            | Parti socialiste                 | 1                | 3                | 9         | 7                  | 8                  | 28    |
|                            | Mouvement des radicaux de gauche |                  | 1                |           | 1                  |                    | 2     |
|                            | UDF - Parti radical valoisien    |                  | 2                |           |                    | 2                  |       |
|                            | Divers gauche                    |                  | 1                | 1         | 3                  | 5                  |       |
|                            | Sans étiquette                   |                  | 1                |           | 3                  | 4                  |       |
|                            | Divers écologiste                |                  |                  |           | 1                  | 1                  |       |

## Actions
28 utilisations de l'article 49 alinéa 3 de la Constitution, soit la plus grande utilisation de cet article, devant notamment les 23 49.3 de la Première ministre Elizabeth Borne entre 2022 et 2024.

## Réception
Le nouveau gouvernement est mal reçu dans la presse, déçue de son manque d'originalité. Sept ministres ont déjà été ministre sous le gouvernement de Laurent Fabius. François Mitterrand déclare dans la soirée : "Ce gouvernement, ça ne va pas du tout... J'ai eu tort, j'ai sans doute manqué de réflexe ; j'étais fatigué".

## Démission
À la suite des élections législatives de 1988, le gouvernement démissionne le 22 juin 1988.